# 대만 해협 해저 터널 프로젝트

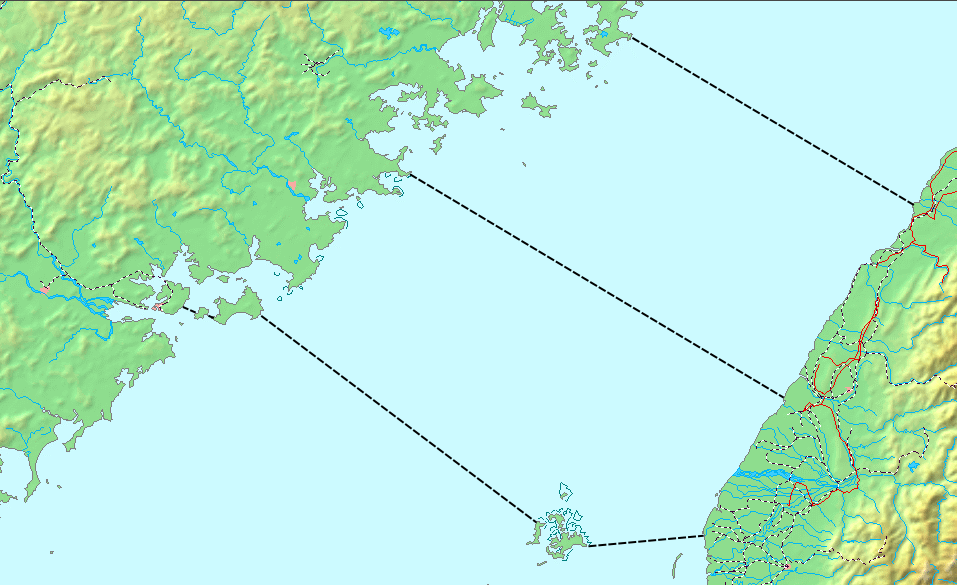
대만 해협 해저 터널 프로젝트

대만 해협 해저 터널 프로젝트(영어: Taiwan Strait Tunnel Project, 중국어: 台湾海峡隧道)는 중국 대륙의 핑탄현과 대만의 신주시를 잇는 해저 터널 프로젝트이다. 1996년에 처음으로 제기된 프로젝트로 중국철로공정총공사를 비롯해 지금까지 수차례의 학술적 논의와 타당성 연구를 거쳐왔다. 핑탄-신주 간의 경로는 여타 경로보다 비교적 짧은 거리이자 안정된 지반을 지니고 있다는 점에서 해저 터널의 최적 경로로 주목받고 있다. 2005년 중국공정원에서는 차후 20년에서 30년 이내의 중장기 해저 터널 건설 계획 중 하나로 대만 해협 해저 터널 프로젝트를 고려하겠다는 견해를 밝히기도 했다.
현재는 대만 측의 관심 부족과 천문학적인 예산, 기술적인 문제 등으로 인해 불투명한 상황이다. 해저 터널이 완공된다면 전체 길이는 150km로 영국-프랑스의 채널 터널의 세 배에 달하게 된다. 뿐만 아니라 대만 측은 중국이 군사적 침략에 나설 시 터널을 이용할 가능성에 대해 우려하고 있는 상황이다. 2013년 7월 중화인민공화국 국무원이 건설 계획안을 승인하였지만 이 '승인'이라는 것은 사실상 의미가 없는 것으로, 중화민국 정부의 승인이 있어야 건설이 진행되는데 대만 측은 여전히 부정적인 입장이다.

## 같이 보기
- 징타이 고속공로 (베이징-타이베이를 잇는 고속도로)
- 징타이 고속철도
- 대만 순환 고속공로
- 국도 제228호선 (1981년 중국)
- 한일 해저 터널